# Francesco Megale
Francesco Megale (San Mauro, 3 marzo 1615 – Isola, 4 novembre 1681) è stato un vescovo cattolico italiano.

## Biografia
Nacque a San Mauro, in arcidiocesi di Santa Severina, il 3 marzo 1615. Fu parente di Martino, anche lui futuro prelato, di cui però non si conosce l'esatto grado di parentela.
Ordinato presbitero in data ignota, fu per un tempo parroco della chiesa di Santa Maria delle Grazie alle Fornaci a Roma, nella zona di Porta Cavalleggeri.
Il 27 novembre 1679 fu nominato vescovo di Isola da papa Innocenzo XI; ricevette la consacrazione episcopale il successivo 30 novembre dal cardinale Alessandro Crescenzi, arcivescovo (titolo personale) di Recanati e Loreto, e dai co-consacranti Prospero Bottini, arcivescovo titolare di Mira, e Pier Antonio Capobianco, già vescovo di Lacedonia.
Megale si spense a Isola, dopo appena 2 anni di episcopato, il 4 novembre 1681 all'età di 66 anni.

## Genealogia episcopale
La genealogia episcopale è:
- Cardinale Guillaume d'Estouteville, O.S.B.Clun.
- Papa Sisto IV
- Papa Giulio II
- Cardinale Raffaele Sansone Riario
- Papa Leone X
- Papa Paolo III
- Cardinale Francesco Pisani
- Cardinale Alfonso Gesualdo di Conza
- Papa Clemente VIII
- Cardinale Pietro Aldobrandini
- Cardinale Laudivio Zacchia
- Cardinale Antonio Barberini, O.F.M.Cap.
- Cardinale Alessandro Cesarini
- Cardinale Alessandro Crescenzi, C.R.S.
- Vescovo Francesco Megale